# Мода

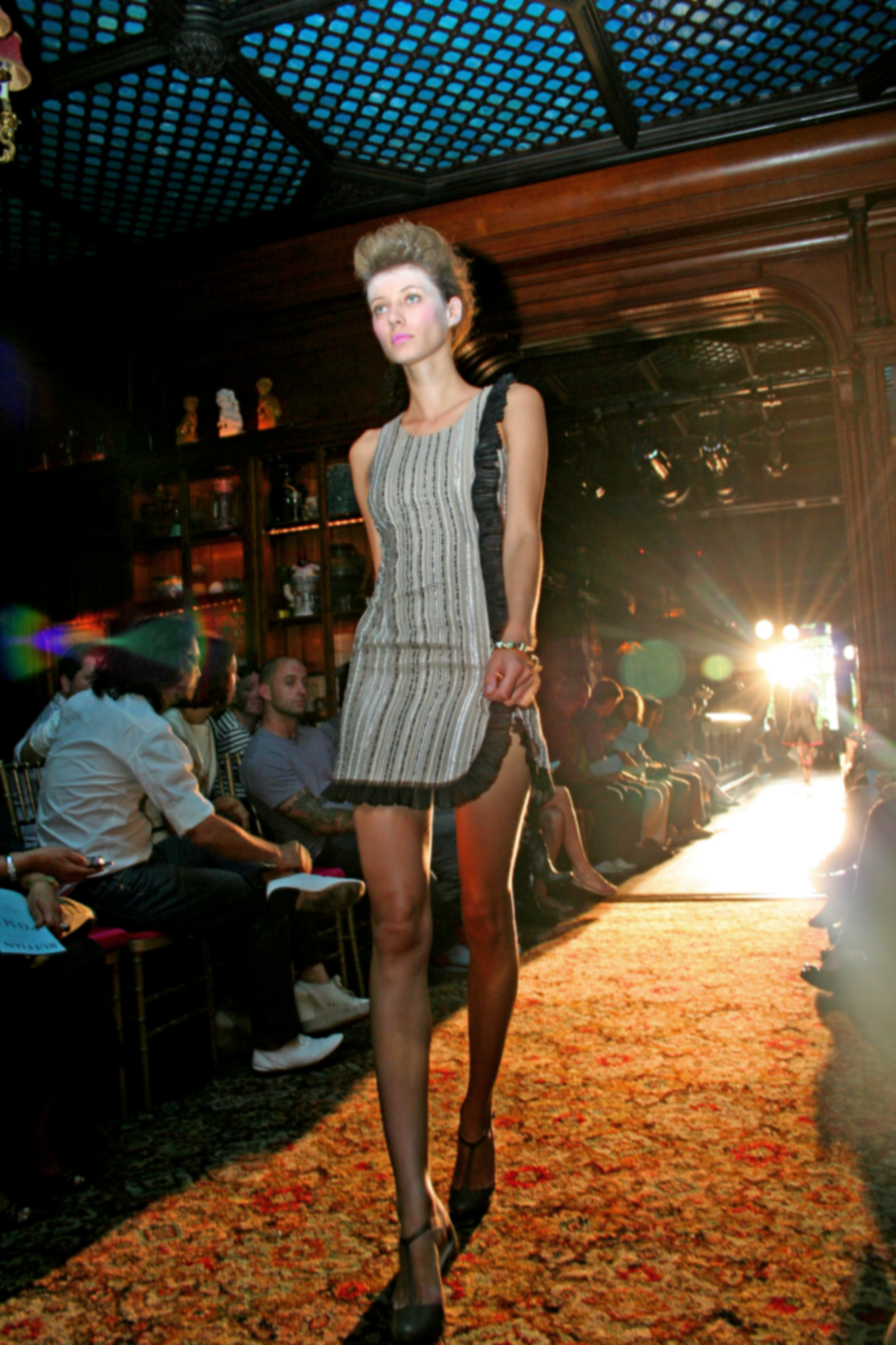
Показ модного одягу

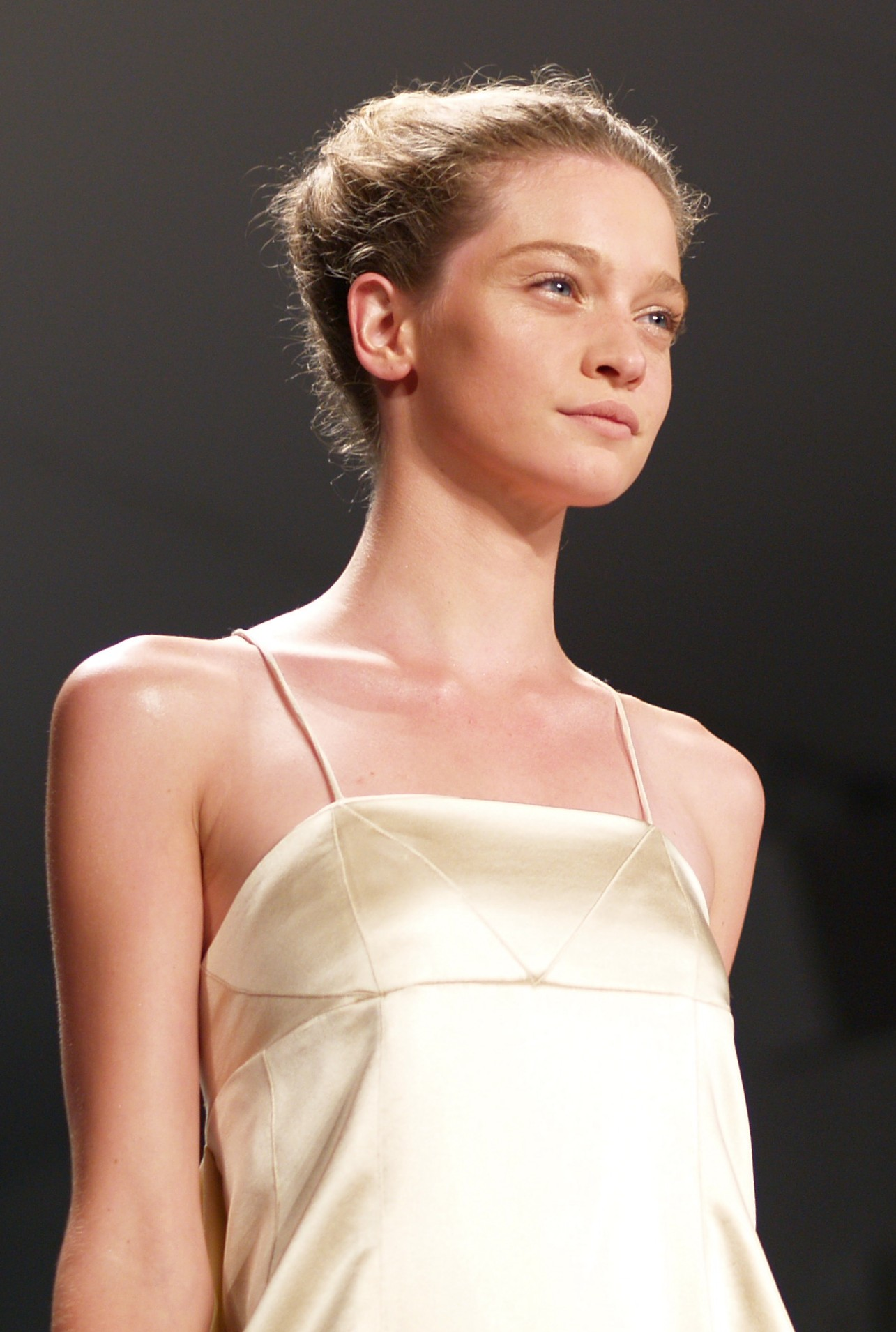
Модель на подіумі

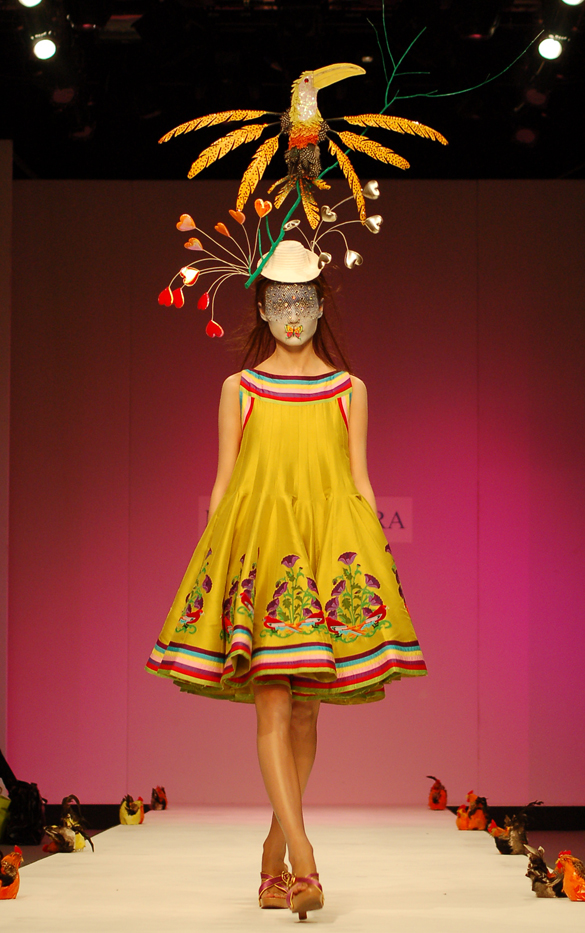
Модель на подіумі

Мо́да — нетривале панування певного смаку в певній сфері життя чи культури. На відміну від поняття стилю (від лат. stylus — паличка для письма) — сукупність характерних рис літератури або мистецтва тієї чи іншої епохи або науки, мода характеризує короткочасні й поверхневі зміни зовнішніх форм побутових предметів та мистецьких творів. У вужчому сенсі модою називають зміну форм і зразків одягу, що відбувається протягом порівняно коротких проміжків часу.
Вживання словосполучення (вдягатися за модою) походить з XVII століття, коли французька придворна мода стала зразком для всіх європейських країн. Іммануїл Кант визначав моду як «непостійний спосіб життя».

## Історія дослідження моди
Перші наукові роботи, в яких розглядалася мода, з'явилися у XVI столітті. Тоді моду пов'язували з етикетом, аналізували естетичні характеристики модних об'єктів і стандартів (Мішель де Монтень, Ж. де Лабрюйєр, Джон Локк). Однак уже починаючи з XVIII ст. здійснювались спроби визначати механізми її функціонування. 1759 року шотландський економіст і філософ Адам Сміт видав працю «Теорія моральних почуттів», в якій відзначав, що мода виявляється у сприйнятті краси, панує вона недовго і заснована не на розумі, а на упередженнях.
Про моду писали філософи Іммануїл Кант, Георг Гегель, Теодор Адорно, Е. Фром, Ганс-Георг Гадамер, Ролан Барт, Жан Бодрійяр, соціологи Г. Зіммель, Г. Тард, П. Бурдьє), культурологи Е. Фукс, Б. Гюбнер, Дж. Рескін, Б. Гройс, Ю. Лотман, що свідчить про її багатовимірність та соціальне значення.
В Україні протягом 2000-х років з'явилися дослідження моди Ю. Легенького і Л. Ткаченко «Система моди: культурологія, естетика, дизайн», Ю.Легенького «Філософія моди ХХ століття». Побіжно прояви моди в костюмі розглядали Н. Камінська та С. Нікуленко в роботі «Костюм України від Київської Русі до ХХІ століття» (2004) і Т. Ніколаєва в монографії «Український костюм. Надія на ренесанс» (2005).
Ю.Легенький досліджує моду з точки зору філософії, розглядаючи її феноменологію, дискурс, граматологію, риторику, етос та ерос. Він називає моду креативним епіцентром культуротворчості, в якому зароджуються нові імпульси для оновлення художньої культури. Як рушійна сила оновлення, мода, на його думку, містить найбільш актуальні нормативні зразки і таким чином бере участь у створенні, розвитку та зміні базових художніх ідеалів.
В 2010-х моду в Україні досліджували З.Тканко, О. Лагода [Архівовано 8 грудня 2021 у Wayback Machine.], М. Мельник [Архівовано 8 грудня 2021 у Wayback Machine.].

## Властивості
Природній моді властивий:
- релятивізм (швидка зміна модних форм),
- циклічність (періодична спрямованість у минуле, до традицій),
- ірраціональність (звернена до емоцій людини й не завжди узгоджується із логікою чи навіть здоровим глуздом),
- універсальність (сфера діяльності сучасної моди практично не обмежена; мода звернена до всіх відразу й до кожного окремо).

## Функції
До функцій моди можна віднести можливість конструювати, прогнозувати, поширювати й впроваджувати певні цінності й зразки поведінки, формувати смаки суб'єкта й керувати ними. Мода доповнює традиційні форми культури через їхнє переломлення сучасністю й конструює на цій основі нове оточення людини і його самого.
Мода виступає як один із засобів соціалізації: наслідування даному зразку «задовольняє потреби в соціальній опорі, дає загальне, загальноприйняте» самотній людині (Зіммель). Мода виступає засобом соціального маркування, ідентифікації, дистанціювання.
Можна говорити й про економічну функцію моди, пов'язаної з її динамізмом: мода випереджає фізичне зношування предмета (товару) моральним і, отже, забезпечує промисловість попитом на нове, постійно розчищаючи ринок для збуту.

## Індустрія моди
Індустрія моди — це певний сектор економіки, що включає в себе виробництво та збут товарів (у тому числі й послуг як товару), а також пов'язані сектори.
Протягом історії моду в одязі диктували різні країни; Протягом останніх століть найбільш «модним» містом вважається Париж (і, отже, країною — Франція), але раніше моду задавали Італія, Іспанія, пізніше Англія.
Найчастіше першість в питаннях моди була пов'язана з політичною першістю (наприклад, Італія диктувала моду в період Ренесансу, розквіту міст-держав, серед яких були Венеція і Флоренція, з XIII століття саме тут виготовлялися оксамит і шовк). Моді приділяли увагу французькі правителі, починаючи з Людовика XIV і закінчуючи Наполеоном III; у Франції в результаті високо розвинулося текстильне виробництво, було безліч умілих швачок.
Мода не є статичною, зміни в суспільному житті негайно викликають зміни моди. Не кожна людина може протистояти впливу моди. З модою стикаються на демонстраційних подіумах, так і на вулицях і у повсякденності. Вона впливає на людину з екранів телевізорів, з обкладинок популярних журналів. Інколи те, що спочатку не сприймалося, згодом стає модним, що пов'язане з частою зміною естетичних смаків і уподобань. Найчастіше зміна моди відбувається зі зміною сезону.
Метою моди є охопити якнайбільшу кількість прихильників, стати всезагальною. Проте стає її кінцем. Перетворення модного одягу в уніформу, стандартне обмундирування суперечить концепції моди. Розпочинається новий цикл моди, який включає такі фази:
- виникнення оригінальної моделі;
- визнання її модною у вузьких елітарних колах;
- перехід на серійне виробництво і здешевлення;
- перенасичення ринку споживання, що веде до знецінення і втрати попиту.

Суттю моди є внесення чогось зовсім нового, унікального й оригінального. Хочу в моді може бути, що звичайні річ, елемент повсякденного одягу стає популярною у вибраних колах. Таким прикладом можна вважати джинси, які із робочого одягу стали модним елементом загальної моди.
Чоловіча мода і жіноча мода мають свої специфічні тенденції у своєму розвитку. Так для жіночої моди є притаманна більша емоційність, фантазійність. Для чоловіків важливе значення мають суперсучасні мобільні телефони, престижні марки автомобілів та інше, що підкреслює успішність і діловитість.
Сьогоднішню моду творять велика кількість модельєрів і дизайнерів, які перетворили її на мистецтво. Покази високої моди стали значними культурними подіями, на них визначаються основні тенденції повсякденного вбрання найширших верств споживачів. Для сучасної моди визначальним стала її мобільність, свобода та зручність. Зменшуються відмінності між повсякденним і діловим одягом, між представниками різного віку, одяг стає більш практичним і має тенденцію до омолодження. Зникла кардинальна відмінність між чоловічим і жіночим стилем одягу. Штани, коротка стрижка, коротка спідниця — все це, що ввійшло у вжиток протягом XX ст. у боротьбі жінок за свою рівноправність, є актуальними й в моді XXI ст. Чоловіки більше проявляють різноманітність, фантазію, як у сфері одягу, так і зачісок, візажу. Мода останніх десятиліть стає більш відкритою з акцентуванням сексуальної розкріпаченності.
У 2012 році в Україні вийшов навчальний посібник Мирослава Мельника «Індустрія моди».

## Мода в одязі
Мода в одязі — це зміна форм і зразків одягу, яка відбувається протягом порівняно коротких проміжків часу. Це словоспулечення (бути одягненим «по моді», «модно», фр. À la mode) походить з XVII століття, коли французька придворна мода стала зразком для всіх європейських країн. З точки зору мистецтва мода близька до концептуального мистецтва, оскільки вона полягає в поєднанні різних елементів (зачіска, матеріали одягу, фасон, колір, аксесуари), що створюють образ.
Історичний розвиток одягу невіддільний від моди, тому здебільшого ці поняття ототожнюють. Мода в одязі пов'язана з візуальним наближенням вигляду тіла до панівних ідеалів. Наприклад, в Китаї та Японії було модно деформувати дівчаткам ступні, обмежуючи їх зростання, що вважалося ознакою аристократизму, а в Європі деформувався корсетом весь тулуб. Крінолін підкреслював гідність і суспільне становище; взагалі велика витрата тканини, наприклад, на шлейф або сукню був показником приналежності до того чи іншого стану.
В стародавні часи для кожного класу чи суспільного прошарку мода ставила свої особливі вимоги до своїх представники. Проте в усі часи існували сміливці, які зневажали «норми пристойності» і викликали шок своєю екстравагантністю.

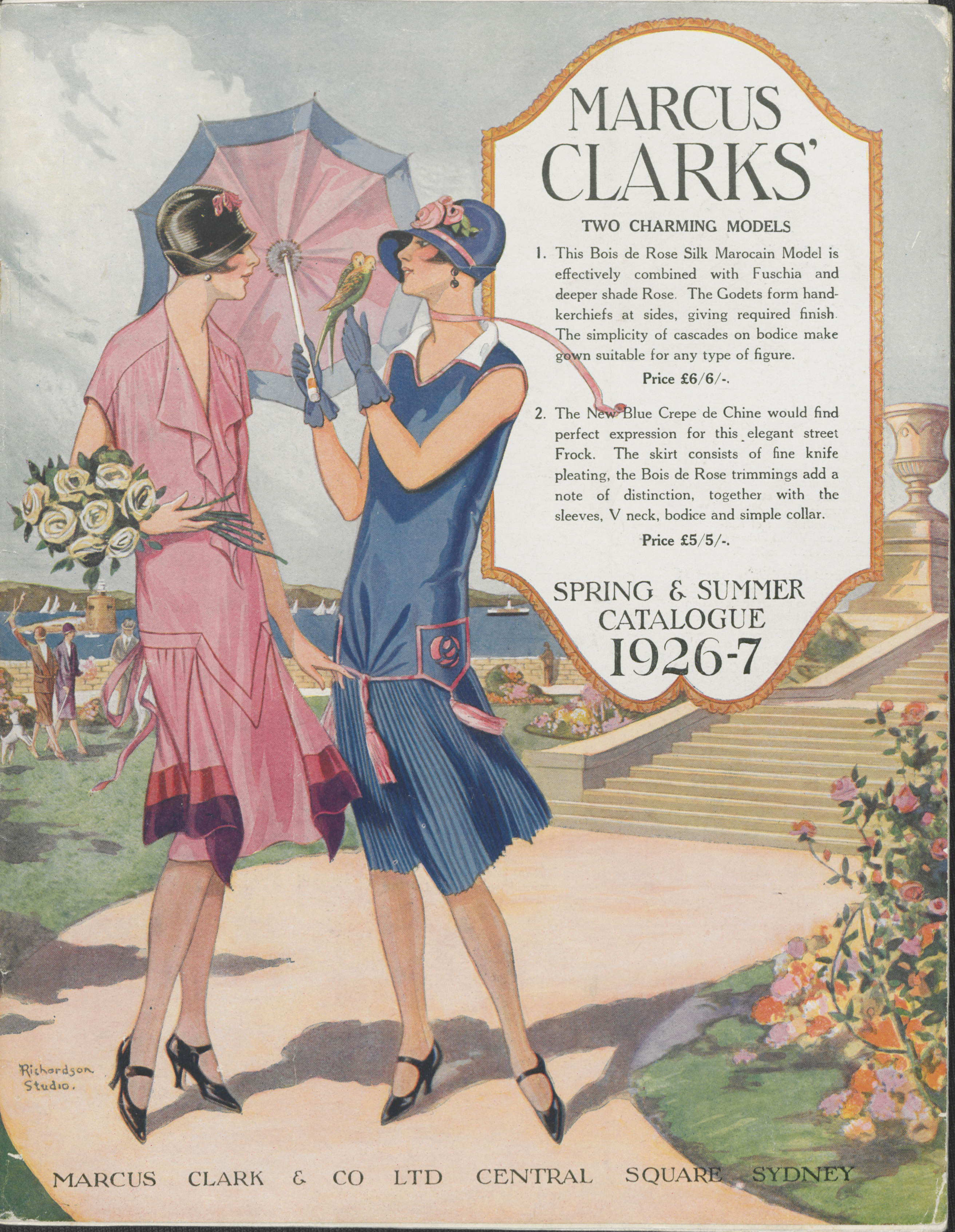
Обкладинка каталогу модного одягу сезону 1926-27 років

Ідеал жіночої краси історично змінювався. Так в античній скульптурі підносилися прекрасні оголені жіночі фігури із гармонійними пропорціями. В Середньовіччя тіло стало вважатися «гріховним», тому всі частини жіночого тіла стали покриватися одягом. Згодом стала домінувати тенденція до більшої відкритості і легкості у жіночому вбранні. У Середні віки мода змінювалася мало, особливо для чоловіків. Згодом у різні часи загальноєвропейську моду стали визначати Італія, Іспанія, Англія, Франція. У XVIII ст. Франція стала визначальною світовій моді, представляючи вільний, розкріпачений, сексуальний стиль. Для Англії, яка намагається конкурувати з Францією, характерний строгий (класичний) стиль. Ця тенденція зберігається і в сьогоднішні часи.
Найбільш відомими представниками французької моди були — Рішельє, мадам Помпадур, її наступниця мадам Дюбарі (Марія Антуанетта, страчена під час революції. Збереглось 500 малюнків з нею у різних сукнях). Надалі мода видозмінюється, з Парижем пов'язують історію високої моди — «от кутюр», яку створює невелика кількість впливових модельєрів, які працюють на Єлисейських полях. Засновником моди високого стилю вважають Чарльза Фредерік Ворт, якого у 1860-х стали називати «некоронованим королем» паризької моди. Він став здійснювати покази мод, на яких його дружина виступала у ролі моделі. Його сини також працювали у цій сфері. Високі стандарти паризької моди утверджували Поль Пуаре, мадам Віонне, Скяпареллі, знаменита Коко Шанель, яка стала вносити моду для більшої кількості споживачів з усіх верств населення. У повоєнний час найбільш відомий модельєр Крістіан Діор понад усе намагався якнайкраще «одягати жінок і робити їх вродливішими».
Суттєво впливає на моду сексуальність, що по-суті і стимулює її розвиток. Бажання подобатись і бути привабливим спонукає врешті-решт кожного дбайливіше ставитись до зовнішнього вигляду. Зокрема, в сучасному одязі зберігається тенденція до збільшення оголеності, хоча спочатку навіть оголення ніг було революційним; в чоловічому одязі середньовіччя підкреслювалися статеві органи. Про сексуальне значення одягу свідчить також наявність в певний період в деяких країнах (наприклад, в Індії) законів, що вводять санкції за носіння одягу іншої статі.

## Мода в мові
Мода в мові, мовна мода — наявність у суспільстві, переважно серед окремих категорій мовців, у межах якогось часового проміжку певних смаків в уживанні тих чи іншних мовних одиниць, творенні мовних моделей, у користуванні певним функціональним різновидом мови тощо. Ці смаки зорієнтовані на наслідування відповідних зразків, що розцінюються як престижні, авторитетні, нові і т. ін. Це один з виявів мовної естетики.
Критерієм моди в мові є не просто оцінки на зразок «гарно/негарно» (як, наприклад, у явищі милозвучності мови), «подобається/не подобається», а «гарно» — тому, що це престижно, сучасно, культурно або оригінально. Іншими ж категоріями мовців, навпаки, такі мовні явища можуть сприйматися як манірні, претензійні й навіть вульгарні. З часом той чи інший вияв мовної моди або стає загальноприйнятим і стилістично нейтральним, або відмирає. Джерелом тенденцій моди в мові є особливості мови певних категорій або навіть окремих мовців, які:
1. вважаються соціально авторитетними, престижними (опозиція «престижність/непрестижність» при цьому є похідною від опозицій соціально-територіальної, соціально-професійної, часового плану — «центр/периферія», «місто/село», «соціально-культурна еліта/народ», «нове/старе» і под.);
2. цілеспрямовано подаються (з певною політичною, культурною та іншою метою) як такі, на які варто рівнятися; таким у своїй культурно-естетичній орієнтації є, зокрема, шлях становлення літературних мов на власній народній основі (мотивувальні опозиції престижності — непрестижності тут ті самі, що і в попередньому вияві, тільки звичайно з протилежним розташуванням полюсів: «народ/еліта» і под.; крім того, актуалізується опозиція «своє/чуже»);
3. не тільки не є соціально авторитетними в звичайному розумінні, а, навпаки, можуть займати нижчі позиції в ціннісних орієнтаціях соціуму, але експресивність мови яких може також ставати предметом наслідування (в основі оцінної шкали престижності/непрестижності тут лежать опозиції «нове/старе», «чуже/своє», «не так/так, як усі»), наприклад, наслідування молодіжного та ін. жаргонів (навіть у назвах телепрограм: «Круті новини», «П'ятий кут»)[3][4][5].

## Мода та психологія
Мода завжди є соціальним акцентом певного стилю одягу, вираженим у масовій перевазі; стиль одягу, своєю чергою, це кінцевий результат п'яти послідовних культурних верств: адаптаційний (одяг як необхідність), функціональний (одяг оптимальний для діяльності), символічний (статус), регуляційний (регулює взаємовідносини) та індивідуальний (особисті вподобання).Виходячи з безлічі (але водночас упорядкованого) розмаїття стилів, у яких виражається певний менталітет та ідеологія, можна простежити певні типи особистості (стилі: готичний, спортивний, рок, мілітарі, хіпі, богемний та інших.).  
Виділяють, наприклад, періодичний, циклічний вплив певних психотипів на моду: шизотимічний костюм (концепція, образ, символіка, асоціації, позиціонування ідеалів, полярність: аристократизм і андеграунд), авторитарний костюм (діловий, строгий стиль, глибокоподібний  вигляд як у римських статуй, статус і відповідність), психостенічний костюм (закритий, об'ємні вироби, затишні види тканин, природність та функціональність, непомітні кольори), ювенільний тип (демократичний, спортивний одяг, толстовки, жилети, комфортність та свобода, яскраві кольори, принти, слогани), демонстративний костюм (часто йдуть наперекір моді, можуть бути серед диваків, фриків, і серед фешн-ікон і законодавців мод, сміливий, екстравагантний вид, контрасти, аксесуари), сангвінічний костюм (гармонія, врівноваженість, жіночність, почуття кольору, практичність).

## Особливості сучасної моди
Мода 19-20 століть являє собою систематичні, організовані, масштабні трансформації зовнішнього й внутрішнього світу особистості. Ритм зміни стилів у сучасній моді невпинно зростає (наприкінці XX століття тримався 7-10 років). Функцією сучасної моди полягає в її тенденції до зближення й розмивання національних стилів на основі масової культури й універсального стилю.
Специфіка механізмів поширення моди на думку дослідників пояснюється провідною роллю психологічних факторів: наслідування (Гюстав Лебон), прагнення до власного звеличення (Зігмунд Фрейд), «бажання бути значним» (Джон Дьюї), знаходження соціальної опори (Г. Зіммель). Поряд із цими факторами вказують на масову звичку, і на силу, що пропонує та оцінює. Ефективність прояву подібних факторів з від якості середовища: динамізму розвитку суспільства, готовності до змін, сприйнятливості до нового тощо.
В 21 сторіччі в моді вигідно підкреслені жіночні форми тому стилісти радять вибирати киянкам топ у вигляді ліфа і трендовий укорочений жакет.

### Екомода та біомода
Екомода — нова тенденція сучасної моди виготовлення одягу з екологічно чистих матеріалів, що становлять еко-fashion, метою якого є турбота та збереження довкілля.

## Столиця моди
Столиця моди — це місто, яке має значний вплив на міжнародні тенденції моди, і в якому дизайн, виробництво та продаж модних товарів, а також такі події, як тижні моди, нагородження та ярмарки, є особливо економічно важливими. Глобальними містами, які вважаються «великою четвіркою» столиць моди 20 століття, були Париж, Мілан, Лондон і Нью-Йорк ; однак у 21 столітті модна сцена стала більш багатополярною з іншими важливими центрами, такими як Берлін, Барселона, Токіо, Сан-Паулу та Лос-Анджелес. Крім провідної ролі у сфері моди, у столицях моди зазвичай поєднуються види діяльності, пов'язані з бізнесом, фінансами, |розвагами, культурою і дозвіллям, і це поєднання визнають унікальним і яскравим самобутнім явищем. Також наголошується, що статус «столиці моди» стає дедалі пов'язанішим із національною та міжнародною популярністю міста. Столиці моди зазвичай є частиною ширшої сфери мистецтва дизайну, з дизайнерськими школами, журналами мод і місцевим ринком заможних клієнтів.

## Галерея

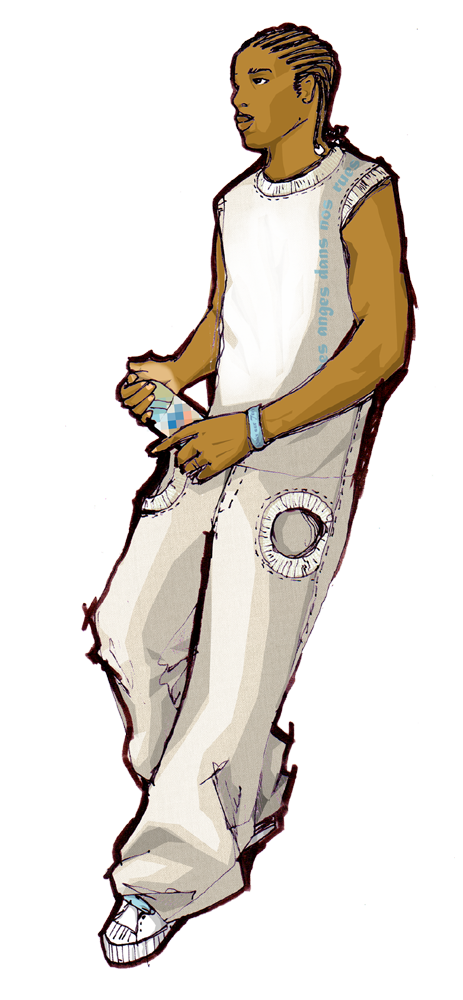
Приклад чоловічої моделі.
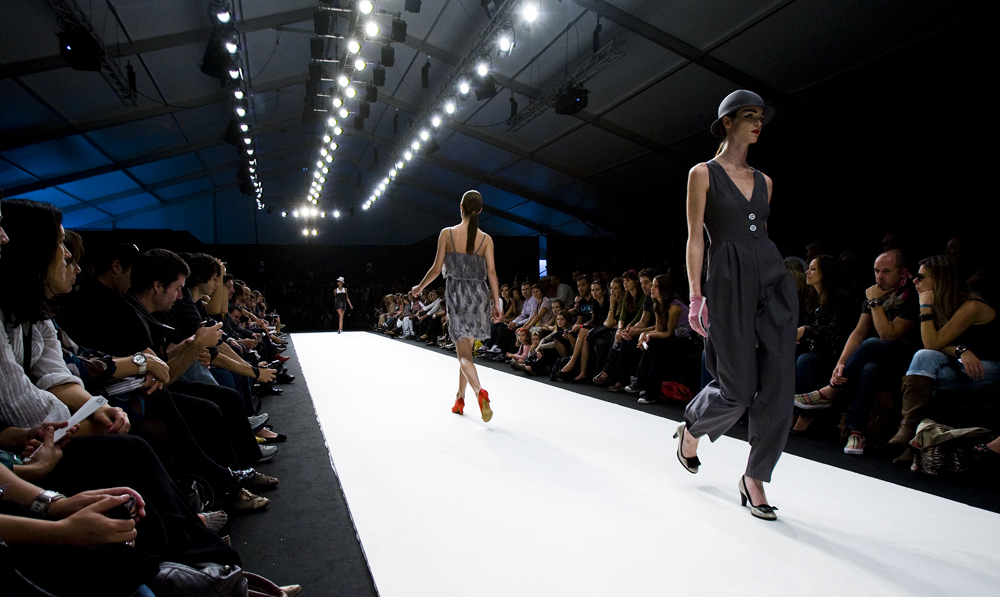
Моделі під час показу мод.
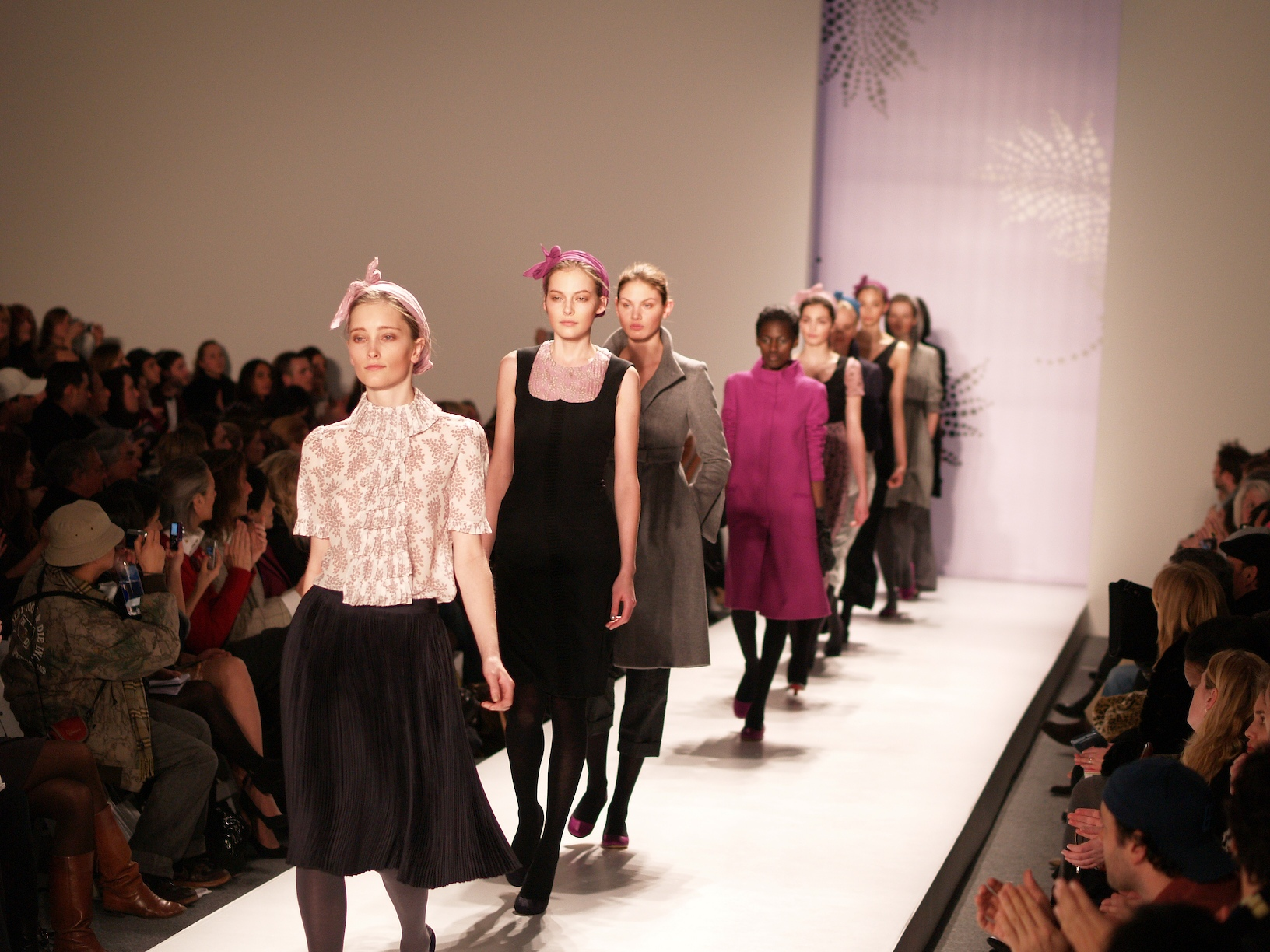
Моделі під час дефілі осінньої моди Мішона Шура 2007 року.
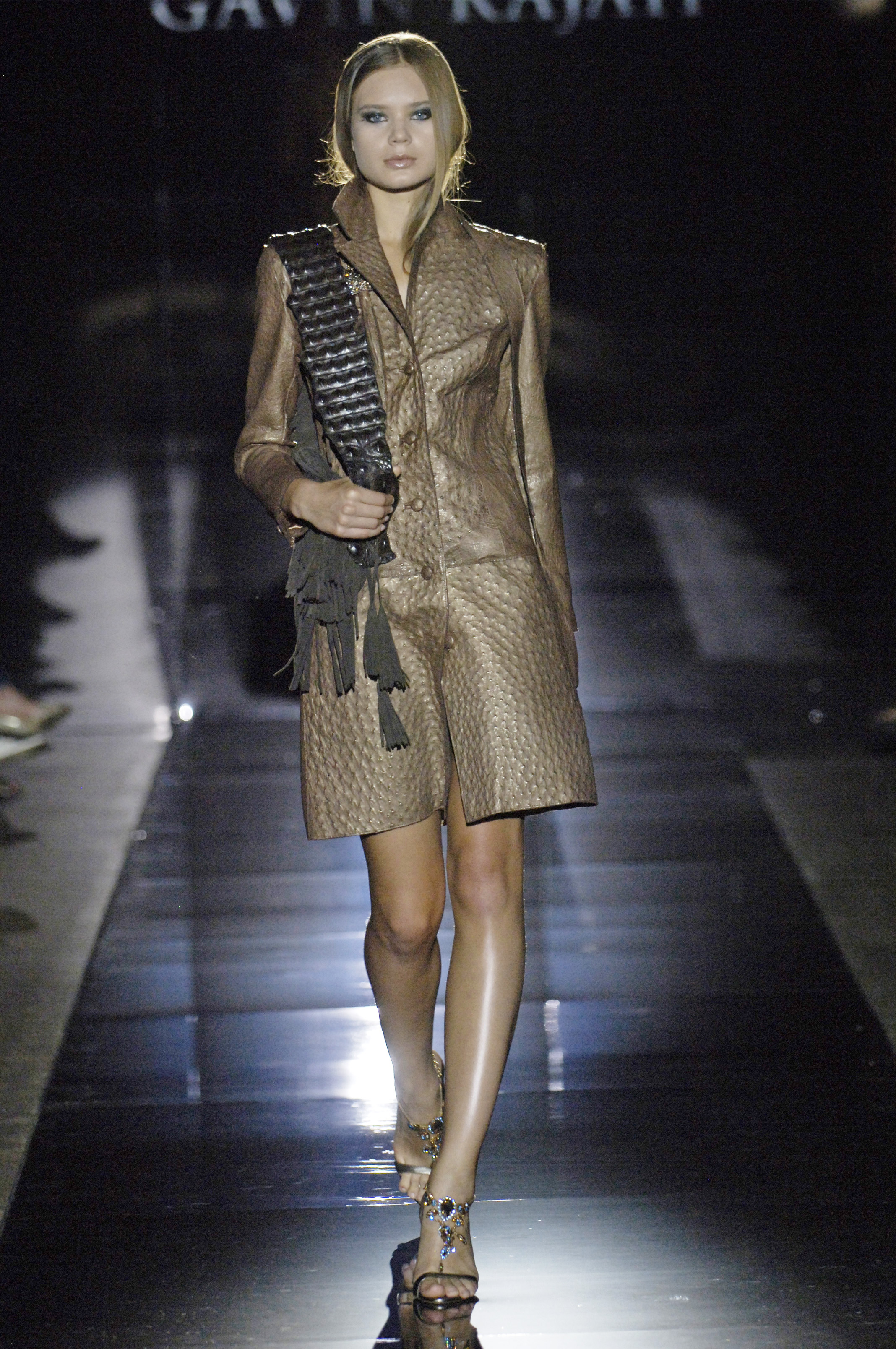
Модель "від кутюр".
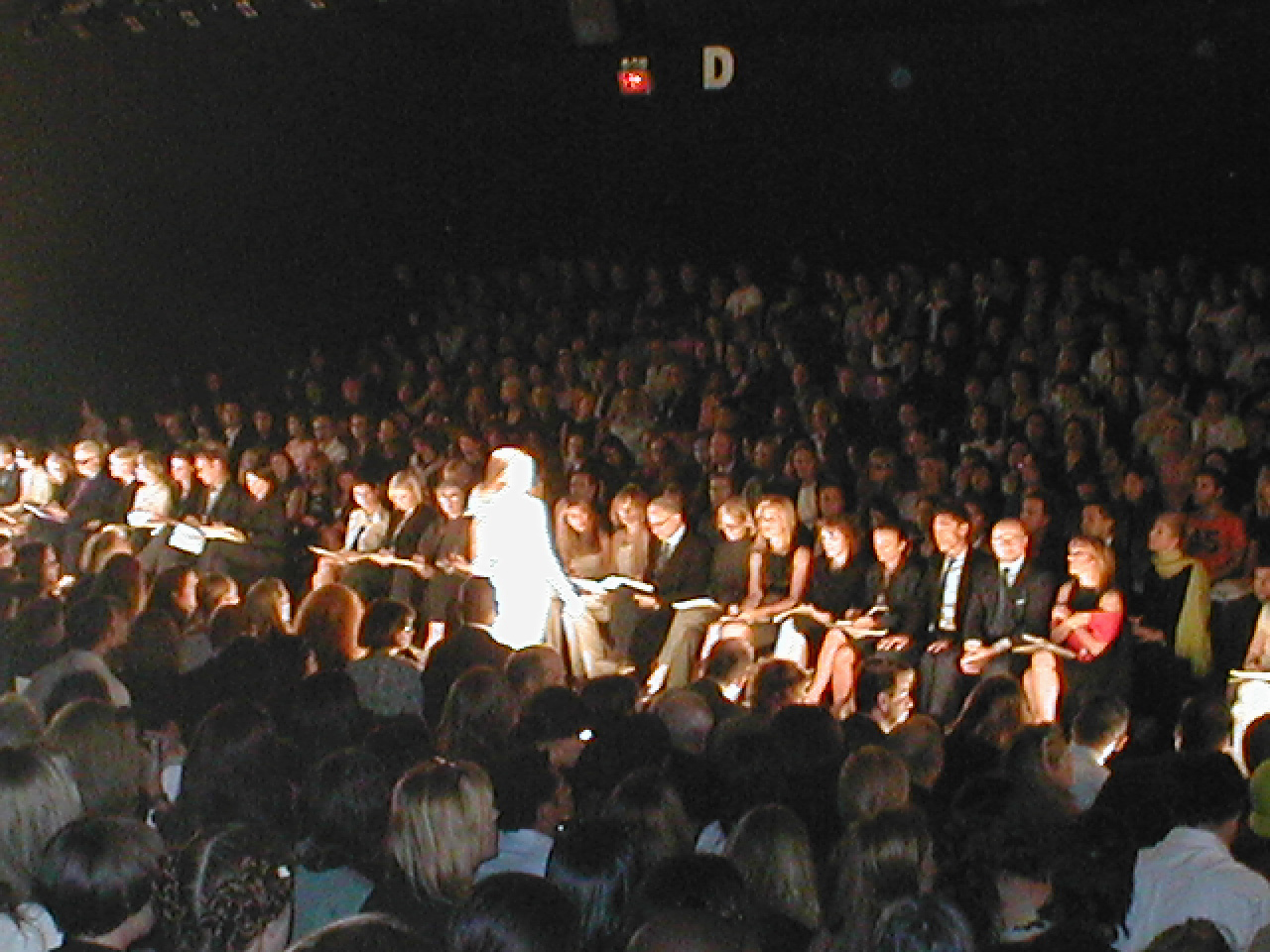
Дефіле мод e Нью-Йорку.
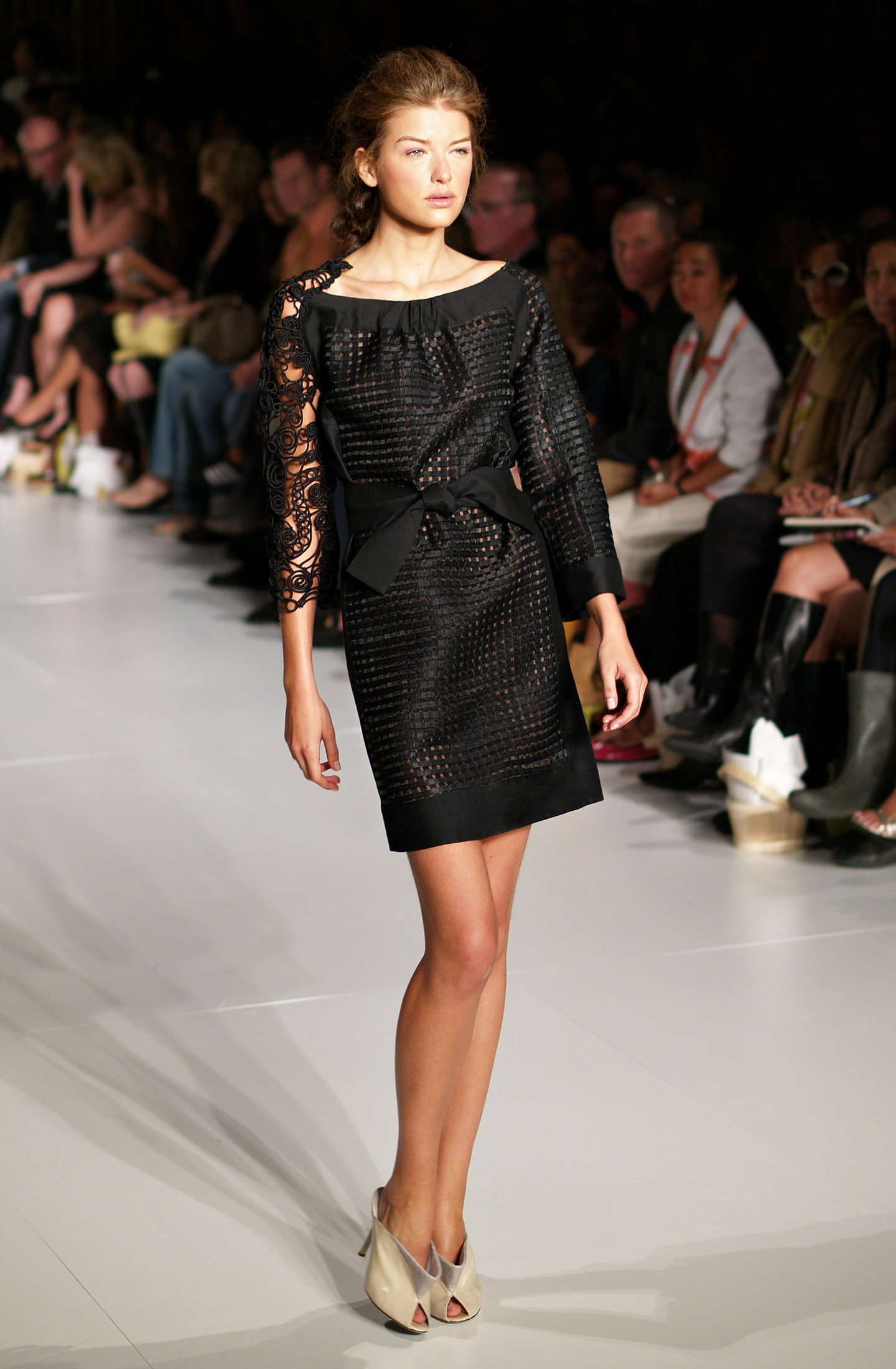
Весна 2007 рок, Нью-Йорк.
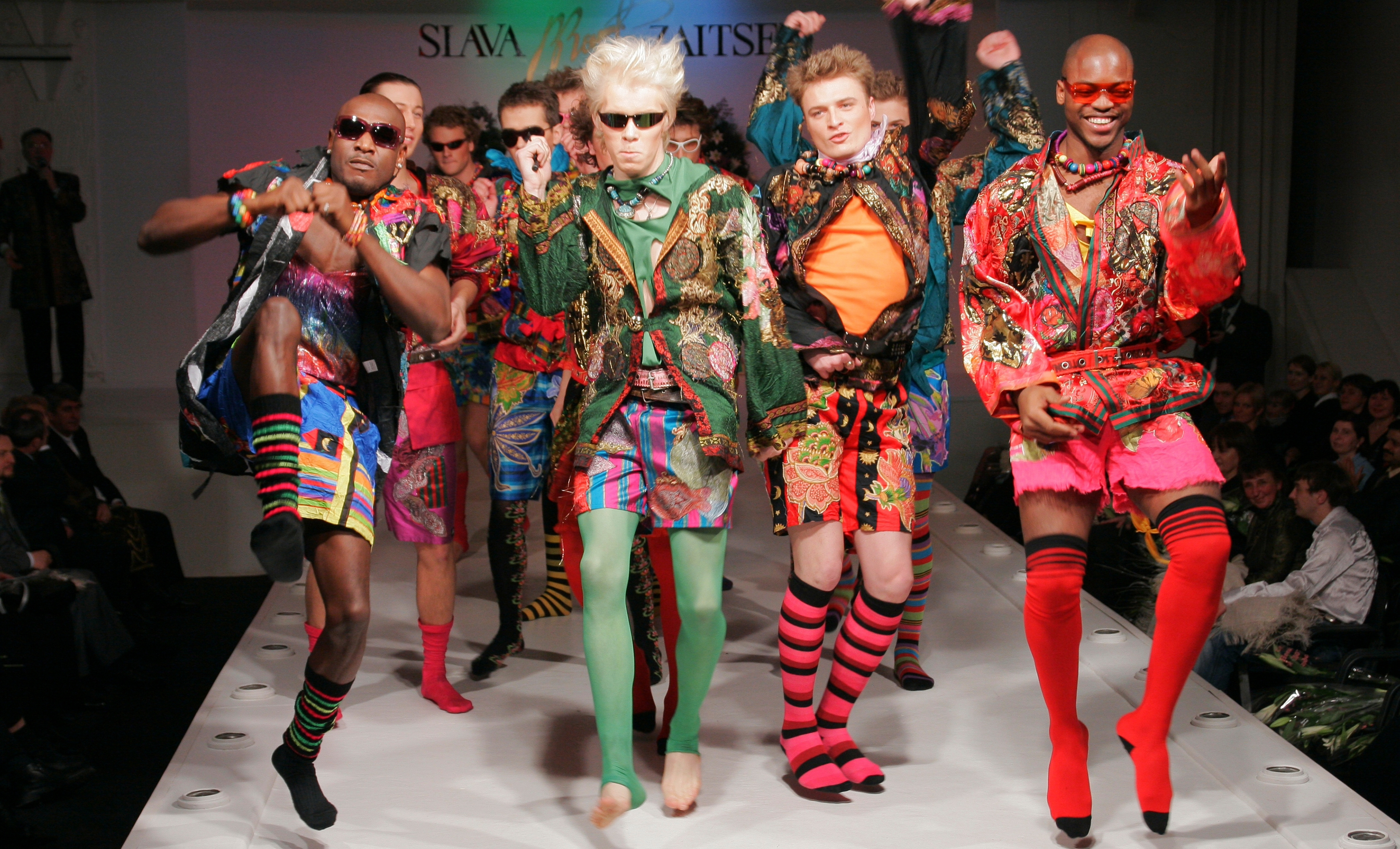
Чоловіки-моделі у Москві 2007.
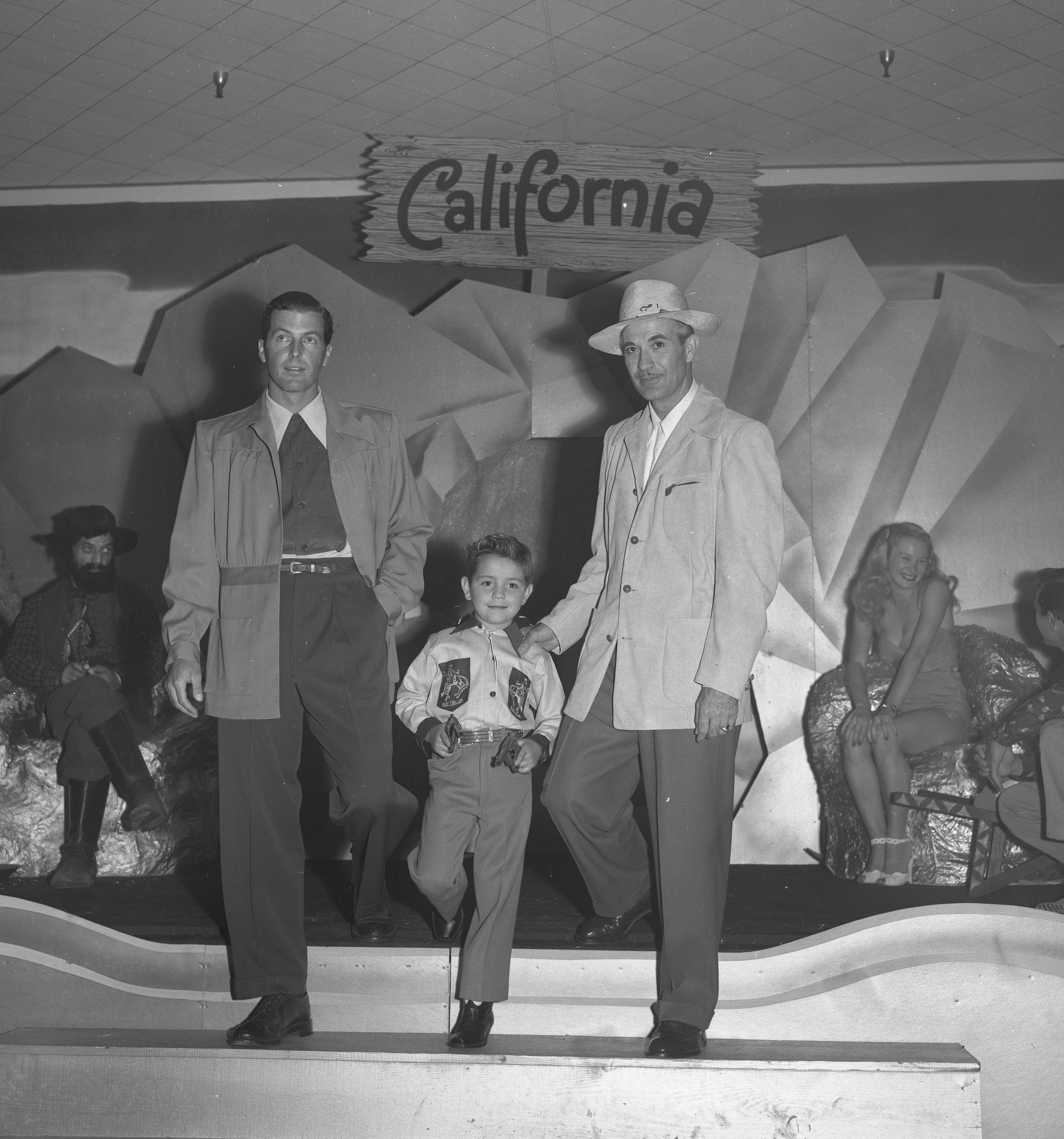
Чоловіча мода 1948 року в Лос-Анджелесі.
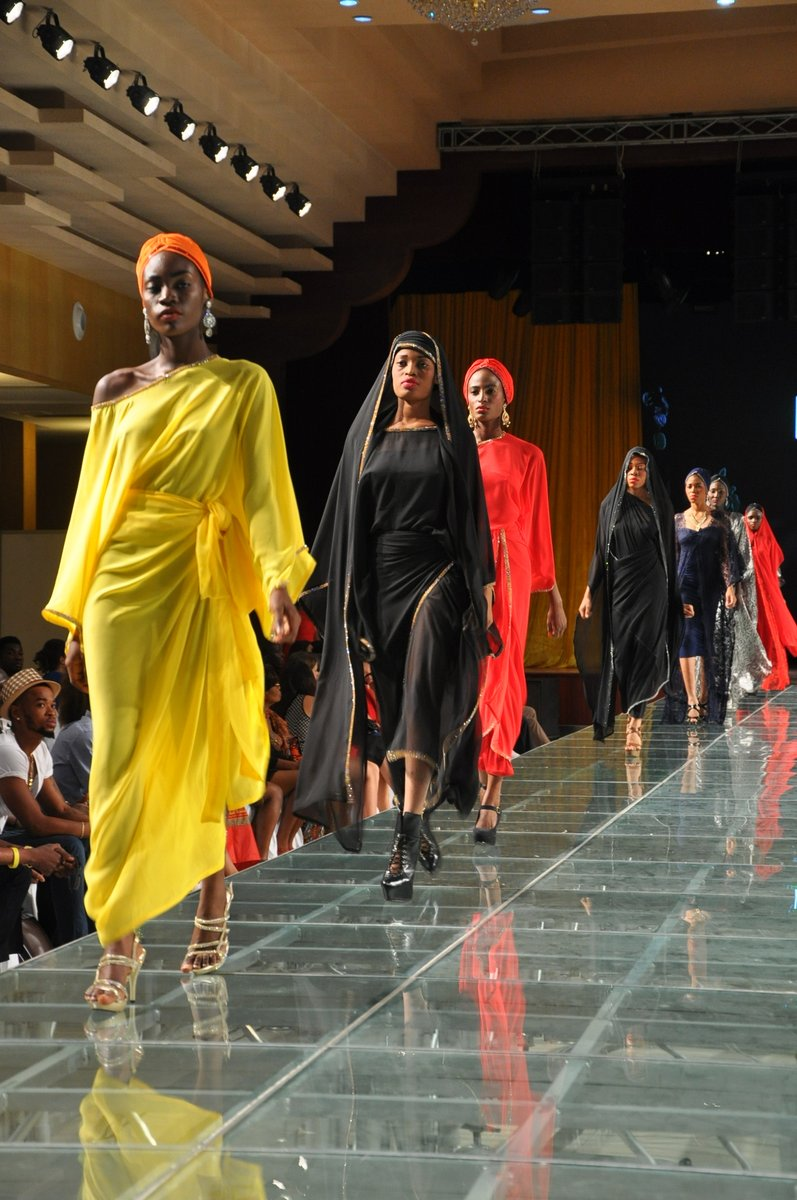
Показ мод у Нігерії.
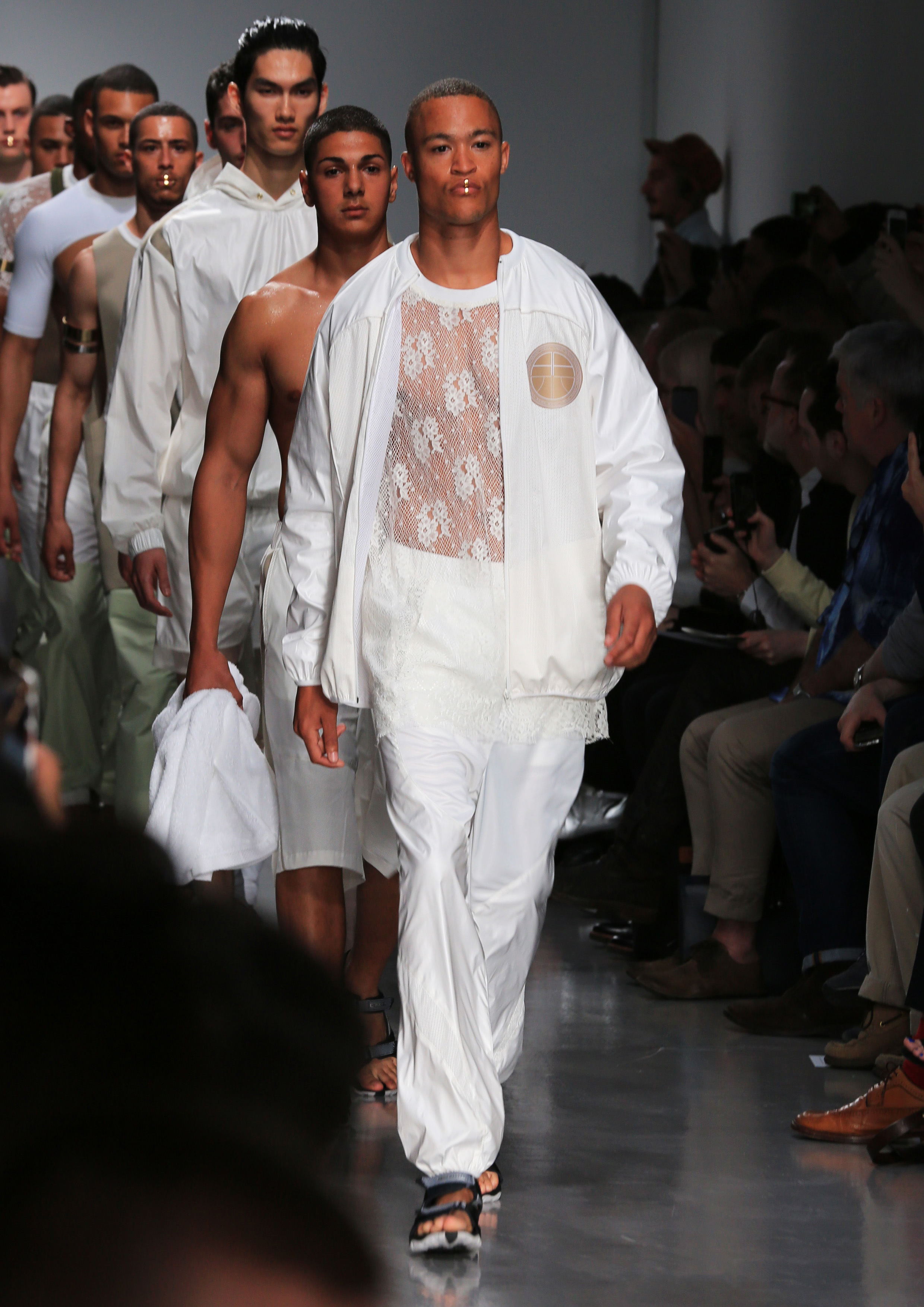
Чоловіки моделі на показі мод.
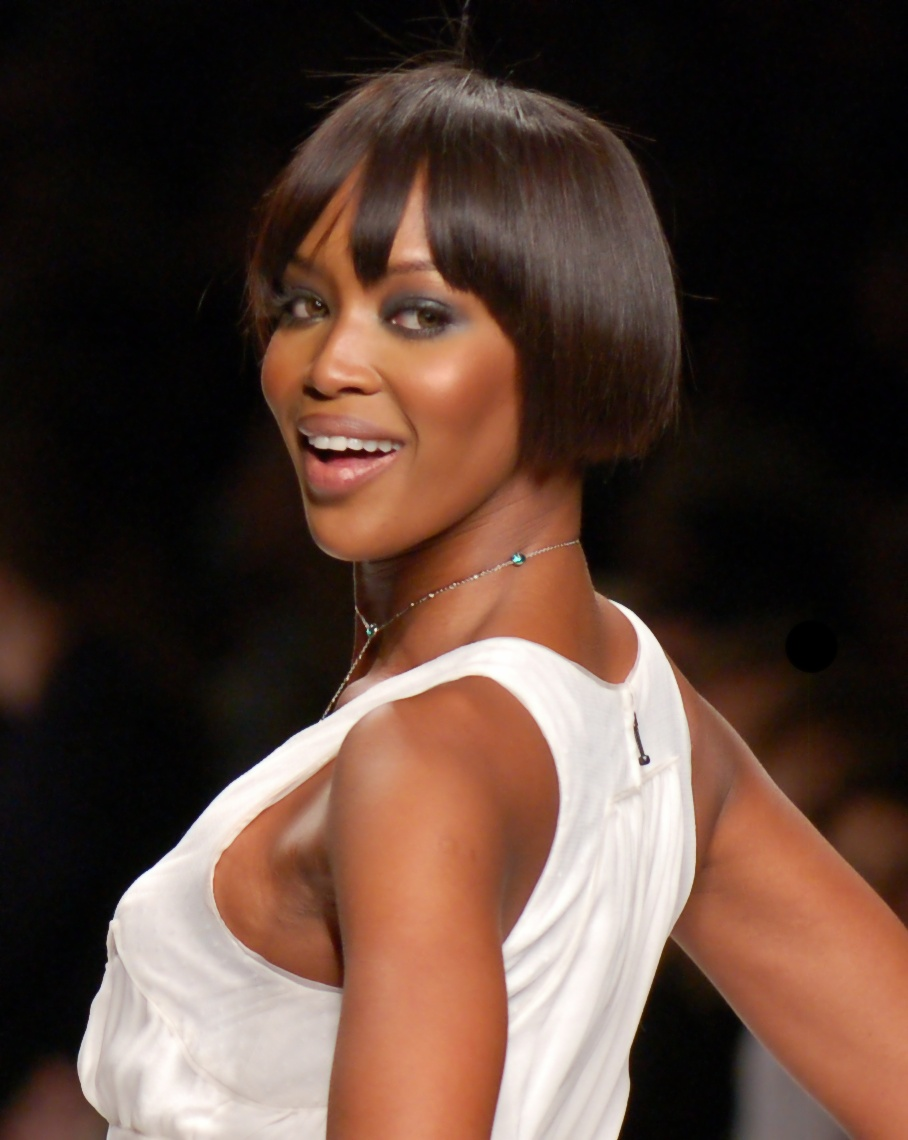
Наомі Кемпбелл, одна з найвідоміших супермоделей.
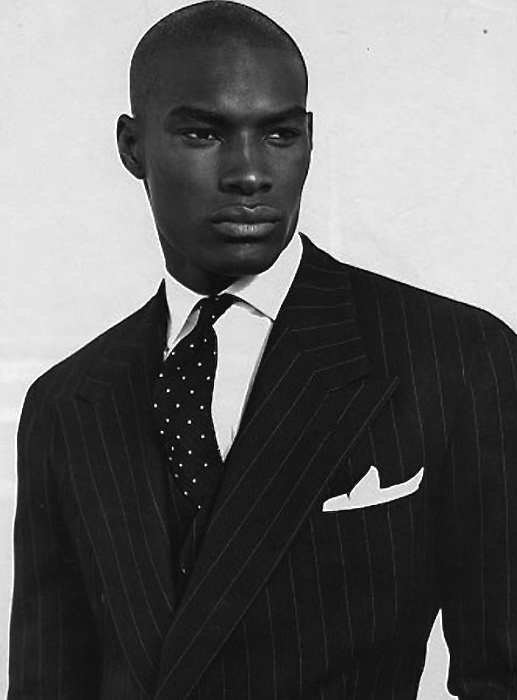
Тайсон Бекфорд позує для Ральф Лорен.